# スウィンギング・フライヤー

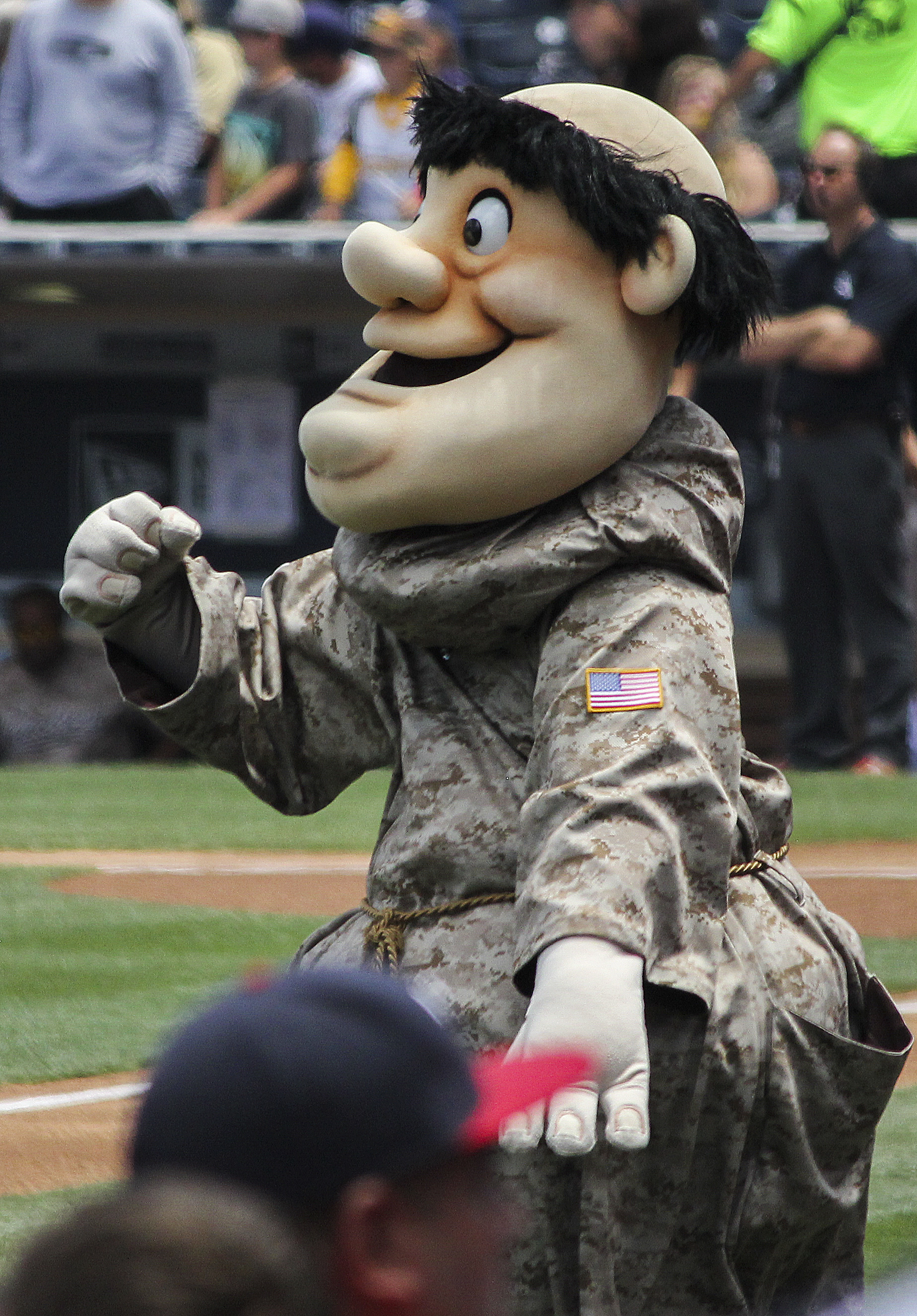

スウィンギング・フライヤー（Swinging Friar）は、MLBのサンディエゴ・パドレスの球団マスコットキャラクターであり、修道士をモチーフとしている。

## 概要・特徴
1969年のサンディエゴ・パドレスの創設時（厳密にはパシフィックコーストリーグに同名の球団があった1958年）から1984年まで球団エンブレムに使用されていた。その後11年間は姿を消すが、1996年にマスコットとして復活した。
普段はチームのロゴ入りの修道士の衣装をしているが、カモフラージュ柄のユニフォーム着用の日には衣装もそれに合わせてカモフラージュ柄となる。
2019年は球団創設50周年を記念して、バットを振るスウィンギング・フライヤーを使った創設時のエンブレムをアレンジしたパッチがユニフォーム袖部分に刺繍される。